# 712
Évszázadok: 7. század – 8. század – 9. század
Évtizedek: 660-as évek – 670-es évek – 680-as évek – 690-es évek – 700-as évek – 710-es évek – 720-as évek – 730-as évek – 740-es évek – 750-es évek – 760-as évek
Évek: 707 – 708 – 709 – 710 –  711 – 712 – 713 – 714 – 715 – 716 – 717

## Események

### Európa
- A hatalmat az előző évben megszerző Philippikosz bizánci császár elmozdítja Kürosz konstantinápolyi pátriárkát és székét a monothélita VI. Ióannésznek adja. Összehívja a keleti püspökök zsinatát és eltörölteti a monothelétizmust elítélő harmadik konstantinápolyi zsinat határozatait. Emiatt Constantinus pápa nem ismeri el őt császárként, nem fogadja el az arcképét viselő pénzeket és nem emlékezik meg róla a miséken.
- A bizánci politikai káoszt kihasználva Tervel bolgár kán betör Trákiába és egészen Konstantinápoly falaiig végigfosztogatja a vidéket. Keleten az arabok Kilikiába nyomulnak be és al-Abbász ibn al-Valíd (a kalifa fia) vezetésével kifosztják Szebasztét.
- II. Aripert longobárd király a kincstárával együtt a frankokhoz akar menekülni a csatában győztes Ansprand elől, de éjjeli átkelése közben belefullad a Ticino folyóba. Ansprand márciusban elfoglalja a trónt, de júniusban meghal. Utóda fia, Liutprand.

### Omajjád Kalifátus
- Miután Tárik ibn Zijád megtörte a vizigót ellenállást és elfoglalta Toledót, Ifríkija kormányzója, Músza ibn Nuszajr is partra száll Hispániában 18 ezer arab és berber harcosával. Három hónapos ostrommal elfoglalja Sevillát, majd öt hónapos ostrom után Mérida is kapitulál.
- Hvárezm királya, Csigan, akinek uralmát öccse lázadása fenyegeti, segítséget kér Kutajba ibn Muszlim horászáni arab kormányzótól. A lázadók leverése után a király behódol a kalifának, de nem sokkal később a lakosság megöli és Kutajba a fivérét, Abdalláh ibn Muszlimot helyezi kormányzónak Hvárezmbe. Ez követően Kutajba meglepetésszerűen megtámadja és rövid ostrom után elfoglalja Szamarkandot, ahová szinten egyik testvérét nevezi ki kormányzónak.
- Muhammad ibn al-Kászim legyőzi és csatában megöli az Indus-menti Szindh királyát, Dahir rádzsát. Szindh ezután rövidesen arab uralom alá kerül.

### Távol-Kelet
- Tang Zsuj-cung kínai császár húga, a szinte uralkodói hatalmat birtokló Tajping hercegnő asztrológusain keresztül megpróbálja rávenni bátyját, hogy száműzze Li Lung-csi trónörököst (Zsuj-cung fiát). A császár ehelyett inkább lemond és átadja trónját Li Lung-csinek, aki a Hszüan-cung uralkodói nevet veszi fel.
- Ko király, aki a Koreai-félsziget északi és Mandzsúria déli részén szervezett Csin nevű államot, átnevezi országát Palhéra.
- Genmei japán császárnő utasítására Ó no Jaszumaro elkészíti a Kodzsiki nevű krónikát és mítoszgyűjteményt, a ma ismert legrégebbi japán irodalmi művet.

## Születések
- Tu Fu, kínai költő

## Halálozások
- Ali Zajn al-Ábidín, a negyedik síita imám
- Anasz ibn Málik, Mohamed próféta követője
- II. Anipert, longobárd király
- Ansprand, longobárd király

## Fordítás
- Ez a szócikk részben vagy egészben  a(z)   712 című angol Wikipédia-szócikk ezen változatának fordításán alapul.  Az eredeti cikk szerkesztőit annak laptörténete sorolja fel. Ez a jelzés csupán a megfogalmazás eredetét és a szerzői jogokat jelzi, nem szolgál a cikkben szereplő információk forrásmegjelöléseként.